# Kafersuseh
Kafersuseh (Árabe: كفر سوسة, a veces transliterado como: Kfersusa o Kafr Souseh) es un distrito municipal de Damasco ubicado al suroeste de la capital. En él se encuentran el Consejo Sirio de Ministros y el Ministerio sirio de Asuntos Exteriores.

## Etimología
Su nombre proviene del siríaco, un dialecto del arameo. El nombre moderno deriva de كُفرسوسية (Kufrsūsyat), donde kfr significa granjas o establos y sūsat, caballos. Así es mencionado en su obra por el geógrafo del siglo XII Yaqut Al-Hamawi. Ergo, Kafersuseh significa «establos de caballos».

## Historia

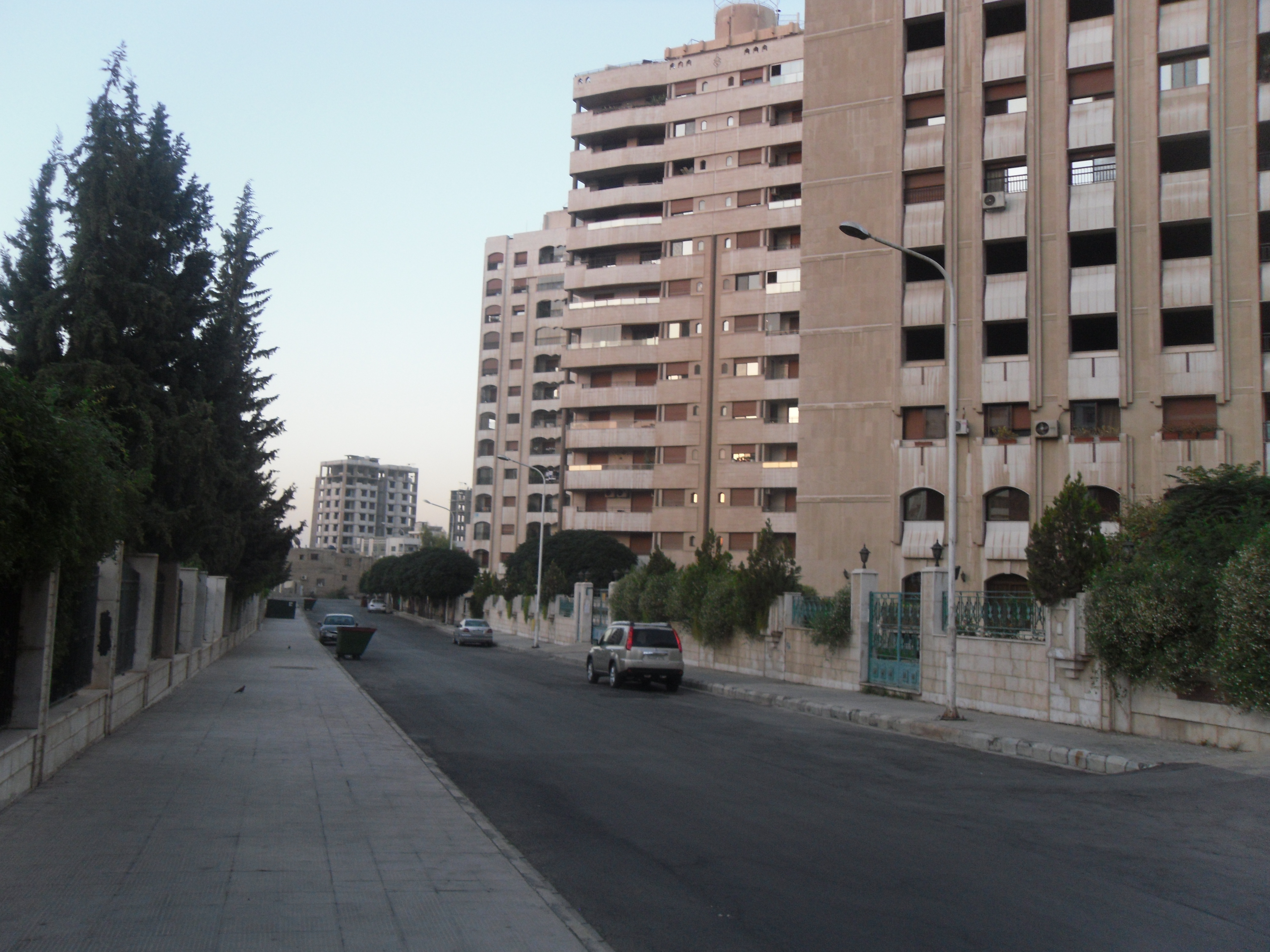
Vecindario en Kafersuseh

El barrio era históricamente un suburbio agrícola perteneciente al  Ciudad Vieja de Damasco. La palabra "Kafar" significa 'área de agricultura' en árabe sirio. En la actualidad es uno de los barrios más lujosos y modernos en la ciudad. Incluye varios estilos de villas y apartamentos. En el barrio todavía quedan algunas granjas y un antiguo mercado de labradores. También hay dos centros comerciales y varios edificios del gobierno sirio, incluido el Ministerio de Asuntos Exteriores.
El terrorista jefe de Hezbollah Imad Mughniyah fue asesinado en un coche-bomba en Kafersuseh en 2008.

### Guerra civil siria
Durante la Primavera Árabe de 2011 fue uno de los primeros barrios damascenos en participar en la revuelta siria. Durante los bombardeos de Damasco de ese mismo año, el Gobierno con Al-Nusra asesinaron a 44 civiles e hirió a 166 más.
En 2015 se abrió un parque en honor al dirigente norcoreano Kim Il-Sung.

#### Marouta City
En la parte occidental del distrito de Kafersuseh se encontraba el área agrícola Basateen El-Razi. En 2012, Al-Assad firmó el decreto 66, que permite al gobierno «reurbanizar áreas de viviendas no autorizadas y asentamientos informales [barrios marginales]». Todas las casas y asentamientos del área ya han sido tirados abajo para ahora construir Marouta City, un plan que incluye «al menos 3 rascacielos de 50 pisos y elegantes centros comerciales».
Marouta city ocupará 2.150 km² e incluirá 12.000 unidades de vivienda para un estimado de 60,000 residentes. Los expertos advierten, sin embargo, que los esfuerzos de construcción no están orientados hacia la reparación y recuperación tras la Guerra Civil.

## Barrios
- Fardos (Pop. 34,861)
- Al-Ikhlas (pop. 23,134)
- Kafr Souseh al-Balad (Pop. 21,983)
- Al-Liwan (pop. 20,109)
- Mezzeh al-Basatin (Pop. 3,606)
- Al-Waha (pop. 10,275)

## Lugares de interés

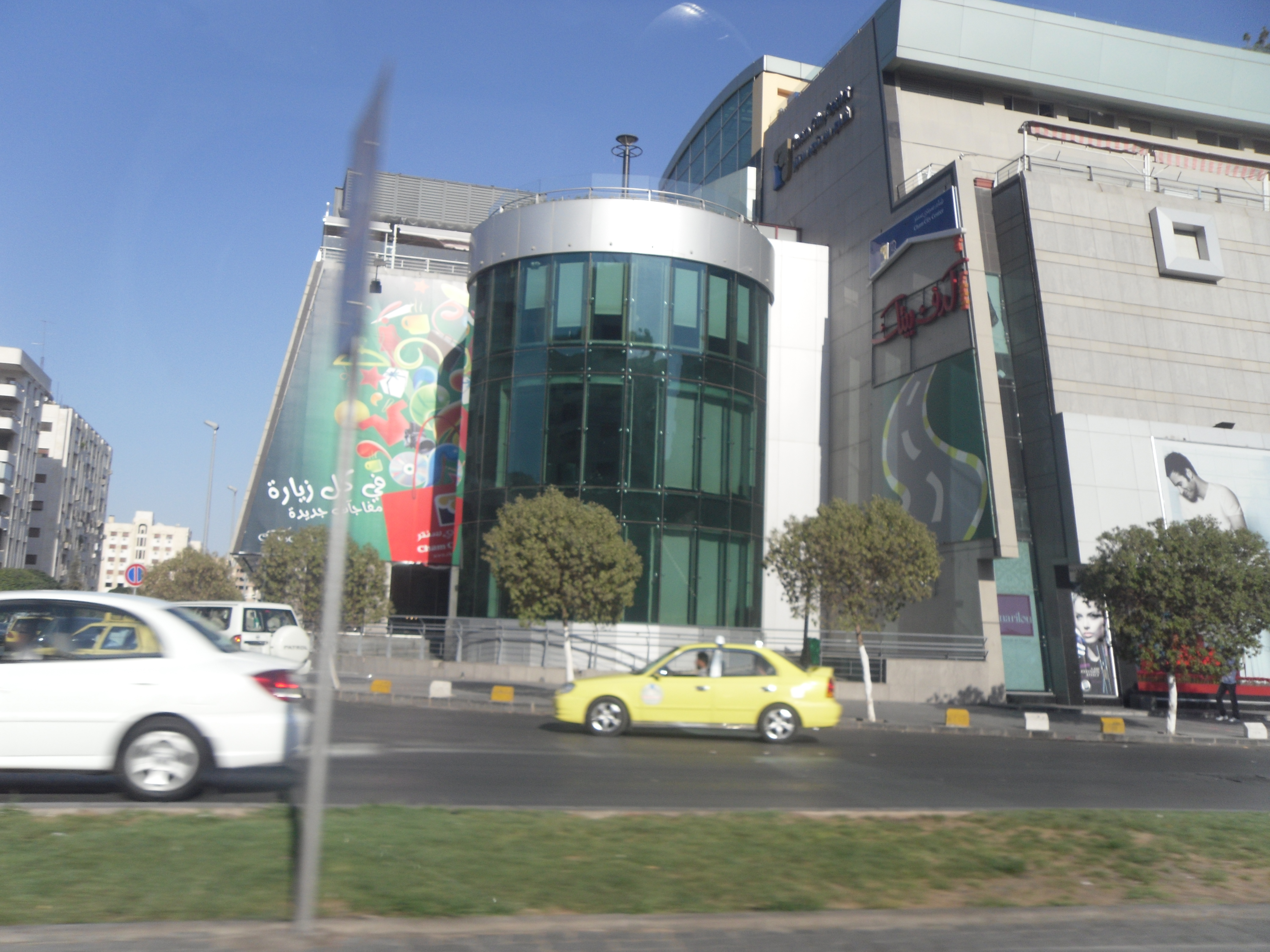
Centro comercial Cham City Center.

- Gran Mezquita de Kafersuseh (جامع كفرسوسة الكبير), construida durante el reinado de Úmar ibn al-Jattab, el segundo de los califas ortodoxos, tras la conquista del Levante.
- Zoco antiguo
- Hospital Ándalus (مشفى الأندلس)
- Los centros comerciales Cham City Center y Damasquino Mall.
- El Centro social, cultural y deportivo Damascus Governorate (نادي محافظة دمشق), con estadio polivalente.
- Mezquita Sheikh Ali Adakkr (جامع الشيخ علي الدقر).